# Matthew McGrory
Matthew McGrory (n. 17 mai 1973, West Chester⁠(d), Pennsylvania, SUA – d. 9 august 2005, Los Angeles, California, SUA) a fost un actor american. La o înălțime de 2,29 metri, a deținut recordul Guinness pentru cel mai înalt actor din lume. Acesta a interpretat personaje gigantice de-a lungul carierei, inclusiv Tiny Firefly⁠(d) în filmele horror Casa celor o mie de cadavre⁠(d) (2003) și Casa celor o mie de cadavre 2⁠(d) (2005), respectiv Karl Gigantul în filmul de comedie-dramă Peștele cel mare⁠(d) (2003). McGrory a deținut și recordurile mondiale Guinness pentru cele mai mari picioare și cel mai lung deget.

## Biografie
McGrory s-a născut în West Chester, Pennsylvania⁠(d), fiul lui Maureen, o casnică, și al lui William McGrory, un contabil. Înălțimea sa extraordinară a fost cauzată de acromegalie, o boală hormonală. S-a pregătit pentru studiul dreptului în cadrul Universității Widener⁠(d) și a studiat justiție penală la Universitatea West Chester⁠(d). McGrory a atins o înălțime de 2,29 metri și avea peste 1,5 m înălțime când a terminat grădinița.

### Cariera
Datorită dimensiunilor sale, McGrory a fost invitat în cadrul emisiunii The Howard Stern Show⁠(d) începând din decembrie 1996 în calitate de membru al Wack Pack⁠(d). A apărut în emisiunea lui Oprah Winfrey și în videoclipuri muzicale precum The Wicker Man⁠(d) de Iron Maiden, Coma White⁠(d) de Marilyn Manson și Good Boys⁠(d) de Blondie. De asemenea, acesta a fost prezent pe coperta casetei video a albumului live God Is in the T.V. al formației Marilyn Manson.
Tot datorită înălțimii și vocii sale profunde, a fost solicitat să interpreteze roluri de gigant în filme - a jucat astfel de roluri în Băiatul din balon⁠(d) (2001), Peștele cel Mare, Casa celor 1000 de cadavre (2003) și Casa celor 1000 de cadavre 2 (2005). A apărut în seriale de televiziune precum Malcolm in the Middle⁠(d), Charmed și Carnivàle.

## Moartea
Pe 9 august 2005, McGrory a încetat din viață la vârsta de 32 de ani de insuficiență cardiacă. La momentul morții sale, acesta locuia în Sherman Oaks, California împreună cu iubita sa Melissa.
Filmul lui Rob Zombie - Casa celor 1000 de cadavre 2 - a fost dedicat în memoria sa.

## Filmografie
| An        | Titlu                     | Rol                              | Note                                                           |
| --------- | ------------------------- | -------------------------------- | -------------------------------------------------------------- |
| 1999      | Coma White                | Gaunt                            | Marilyn Manson - Coma White                                    |
| 2000      | The Dead Hate the Living! | Gaunt                            |                                                                |
| 2001      | Bubble Boy                | Human Sasquatch                  |                                                                |
| 2002      | Men in Black II           | Tall Alien                       | Necreditat                                                     |
| 2003      | House of 1000 Corpses     | Tiny Firefly                     |                                                                |
| 2003      | Big Fish                  | Karl the Giant                   |                                                                |
| 2003–2004 | Charmed                   | Ogre                             | 2 episoade                                                     |
| 2003-2005 | Carnivàle                 | Giant                            | 3 episoade                                                     |
| 2004      | Planet of the Pitts       | Toto                             |                                                                |
| 2004      | Big Time                  | Richard Blunderbore              |                                                                |
| 2005      | Constantine               | Demon                            | Necreditat                                                     |
| 2005      | The Devil's Rejects       | Tiny Firefly                     |                                                                |
| 2005      | ShadowBox                 | Hort Willows                     |                                                                |
| 2017      | The Evil Within           | Giantul de la cafeneaua Overlook | Rol postmortem, dedicat în memoria lui McGrory; filmat în 2002 |